# Orsonnette
Orsonnette est une ancienne commune française située dans le département du Puy-de-Dôme, en région Auvergne.
Le 1er janvier 2016, elle devient une commune déléguée au sein de la commune nouvelle de Nonette-Orsonnette.

## Géographie

### Localisation
Orsonnette fait partie de la communauté de communes du Lembron Val d'Allier, s'étendant sur les terres fertiles de la Limagne d'Issoire. Sur la rive droite de l'Allier, le village niche au pied d'une anse semi-circulaire bordée au nord et à l'est par un plateau calcaire, ainsi exposé il est protégé des vents froids d'hiver. Le plateau est limité à l'ouest par le piton volcanique de Nonette. Au sud - sud-ouest du village s'étend, jusqu'au cours de l'Allier, un patchwork de parcelles cultivées. L'Allier se signale par les hautes haies qui le bordent. Les toits couverts de tuiles canal et bordés par la génoise donnent à Orsonnette son aspect méditerranéen. Le village compacte s'organise autour de ruelles étroites, avec notamment d'anciennes maisons vigneronnes et des fontaines.
Avant fusion, Orsonnette est limitrophe avec cinq communes :
|                     |            |                   |
| Nonette             | Orsonnette | Lamontgie         |
| Le Breuil-sur-Couze | Beaulieu   | Auzat-la-Combelle |

### Transports
Le territoire communal est traversé par les routes départementales 34 (liaison de Parentignat à Brassac-les-Mines) et 123 (de Nonette à Lamontgie).

### Urbanisme

#### Logement
En 2012, la commune comptait 131 logements, contre 115 en 2007. Parmi ces logements, 69,5 % étaient des résidences principales, 14,5 % des résidences secondaires et 16 % des logements vacants. Ces logements étaient pour 98,5 % d'entre eux des maisons individuelles et pour 1,5 % des appartements.
La proportion des résidences principales, propriétés de leurs occupants était de 82,4 %, en hausse sensible par rapport à 2007 (82,2 %). Il n'existait aucun logement HLM loué vide.

## Toponymie
Orsonede en auvergnat.

## Histoire
- Orsonnette faisait partie du vignoble auvergnat qui atteint son apogée à la fin du XIXe siècle. La proximité de l'Allier permettait le transport fluvial des vins vers Paris, puis en 1855, le train de la ligne des Cévennes prendra le relais. À partir de 1895 le phylloxéra signera le déclin du vignoble qui s'accentuera après la guerre de 1914-1918. Aujourd'hui encore, on trouve au hasard des chemins, quelques vignes.
- Comme la plupart des communes auvergnates Orsonnette a été électrifié entre les années 1923 et 1931.
- Au cours de la guerre de 1939-1945, des groupes de résistants s'étaient formés à Nonette et Orsonnette, comme en a témoigné Georges-André Winninger, résistant au maquis du Mont Mouchet.

## Politique et administration
| Période                                  | Période       | Identité             | Étiquette | Qualité |
| ---------------------------------------- | ------------- | -------------------- | --------- | ------- |
| Les données manquantes sont à compléter. |               |                      |           |         |
| avant 1981                               | ?             | André Cubizolles     |           |         |
| mars 2001                                | mars 2008     | Bernard Courmont     |           |         |
| mars 2008                                | décembre 2015 | Jean-Pierre Gueugnot |           |         |

## Population et société

### Démographie
L'évolution du nombre d'habitants est connue à travers les recensements de la population effectués dans la commune depuis 1793. À partir du 1er janvier 2009, les populations légales des communes sont publiées annuellement dans le cadre d'un recensement qui repose désormais sur une collecte d'information annuelle, concernant successivement tous les territoires communaux au cours d'une période de cinq ans. 
Pour les communes de moins de 10 000 habitants, une enquête de recensement portant sur toute la population est réalisée tous les cinq ans, les populations légales des années intermédiaires étant quant à elles estimées par interpolation ou extrapolation. Pour la commune, le premier recensement exhaustif entrant dans le cadre du nouveau dispositif a été réalisé en 2007,.
En 2013, la commune comptait 193 habitants, en évolution de −8,96 % par rapport à 2008 (Puy-de-Dôme : +2,35 %, France hors Mayotte : +2,49 %).
| 1793 | 1800 | 1806 | 1821 | 1831 | 1836 | 1841 | 1846 | 1851 |
| ---- | ---- | ---- | ---- | ---- | ---- | ---- | ---- | ---- |
| 282  | 307  | 297  | 330  | 346  | 327  | 323  | 345  | 352  |

| 1856 | 1861 | 1866 | 1872 | 1876 | 1881 | 1886 | 1891 | 1896 |
| ---- | ---- | ---- | ---- | ---- | ---- | ---- | ---- | ---- |
| 337  | 327  | 312  | 288  | 283  | 287  | 303  | 285  | 301  |

| 1901 | 1906 | 1911 | 1921 | 1926 | 1931 | 1936 | 1946 | 1954 |
| ---- | ---- | ---- | ---- | ---- | ---- | ---- | ---- | ---- |
| 280  | 296  | 282  | 246  | 220  | 195  | 197  | 172  | 176  |

| 1962 | 1968 | 1975 | 1982 | 1990 | 1999 | 2007 | 2011 | 2013 |
| ---- | ---- | ---- | ---- | ---- | ---- | ---- | ---- | ---- |
| 180  | 164  | 181  | 177  | 171  | 206  | 205  | 199  | 193  |

Les habitants sont appelés des Orsonnettois.
La population de la commune est relativement âgée. Le taux de personnes d'un âge supérieur à 60 ans (28,5 %) est en effet supérieur au taux national (23,6 %) et au taux départemental (25,8 %).
À l'instar des répartitions nationale et départementale, la population féminine de la commune est supérieure à la population masculine. Toutefois, le taux (50,8 %) est inférieur au taux national (51,6 %).
| Hommes | Classe d’âge | Femmes |
| ------ | ------------ | ------ |
| 0      | 90 ans ou +  | 4,1    |
| 10,5   | 75 à 89 ans  | 6,1    |
| 15,8   | 60 à 74 ans  | 20,4   |
| 20     | 45 à 59 ans  | 25,5   |
| 23,2   | 30 à 44 ans  | 17,3   |
| 21,1   | 15 à 29 ans  | 11,2   |
| 9,5    | 0 à 14 ans   | 15,3   |

| Hommes | Classe d’âge | Femmes |
| ------ | ------------ | ------ |
| 0,5    | 90 ans ou +  | 1,3    |
| 6,9    | 75 à 89 ans  | 10,8   |
| 15,7   | 60 à 74 ans  | 16,2   |
| 20,8   | 45 à 59 ans  | 20,3   |
| 19,8   | 30 à 44 ans  | 18,2   |
| 19,2   | 15 à 29 ans  | 17,7   |
| 17     | 0 à 14 ans   | 15,5   |

### Enseignement
Orsonnette dépend de l'académie de Clermont-Ferrand. Il n'existe aucune école.
Les élèves poursuivent leur scolarité au collège de Liziniat à Saint-Germain-Lembron, puis à Issoire, au lycée Murat pour les filières générales et STMG ou à Clermont-Ferrand, aux lycées Lafayette ou Roger-Claustres pour la filière STI2D.

## Économie

### Revenus de la population et fiscalité
En 2011, le revenu fiscal médian par ménage s'élevait à 29 594 €, ce qui plaçait Orsonnette au 16 572e rang des communes de plus de 49 ménages en métropole.

### Emploi
En 2012, la population âgée de 15 à 64 ans s'élevait à 133 personnes, parmi lesquelles on comptait 73,7 % d'actifs dont 62,4 % ayant un emploi et 11,3 % de chômeurs.
On comptait 7 emplois dans la zone d'emploi. Le nombre d'actifs ayant un emploi résidant dans la zone étant de 83, l'indicateur de concentration d'emploi est de 8,4 %, ce qui signifie que la commune offre moins d'un emploi par habitant actif.

### Agriculture
Au recensement agricole de 2010, la commune comptait une seule exploitation agricole. Ce nombre est en nette diminution par rapport à 2000 (6) et à 1988 (7).
La superficie agricole utilisée sur ces exploitations était de 275 hectares en 2010, dont un hectare alloué aux cultures permanentes, les surfaces allouées aux terres labourables et toujours en herbe sont soumises au secret statistique.

### Entreprises
Au 1er janvier 2014, Orsonnette comptait six entreprises : une dans l'industrie, une dans la construction et quatre dans le commerce, les transports et les services divers. Aucune n'a été créée en 2014.
En outre, elle comptait autant d'établissements, sans nouvelle création.

### Commerce
La base permanente des équipements de 2014 ne recense aucun commerce.

### Tourisme
La commune ne comptait ni hôtel, camping ou hébergement collectif en 2015.

## Culture locale et patrimoine

### Lieux et monuments
- Église Sainte-Madeleine d'Orsonnette.
- Petite église romane (éclairée pour Noël), dédiée à saint Laurent, classée aux monuments historiques depuis 1907.
- Sur les pentes du plateau, on découvrira des tonnes de vignerons appelées également chabana (cabane de berger, prononcé 'tzabone') en occitan.
- Ancien four à chaux.